# Tramlijn A (Haaglanden)
Tramlijn A van de Haagsche Tramweg-Maatschappij (HTM) is een voormalige tramlijn in de regio Haaglanden.

## Geschiedenis

### 1916-1926

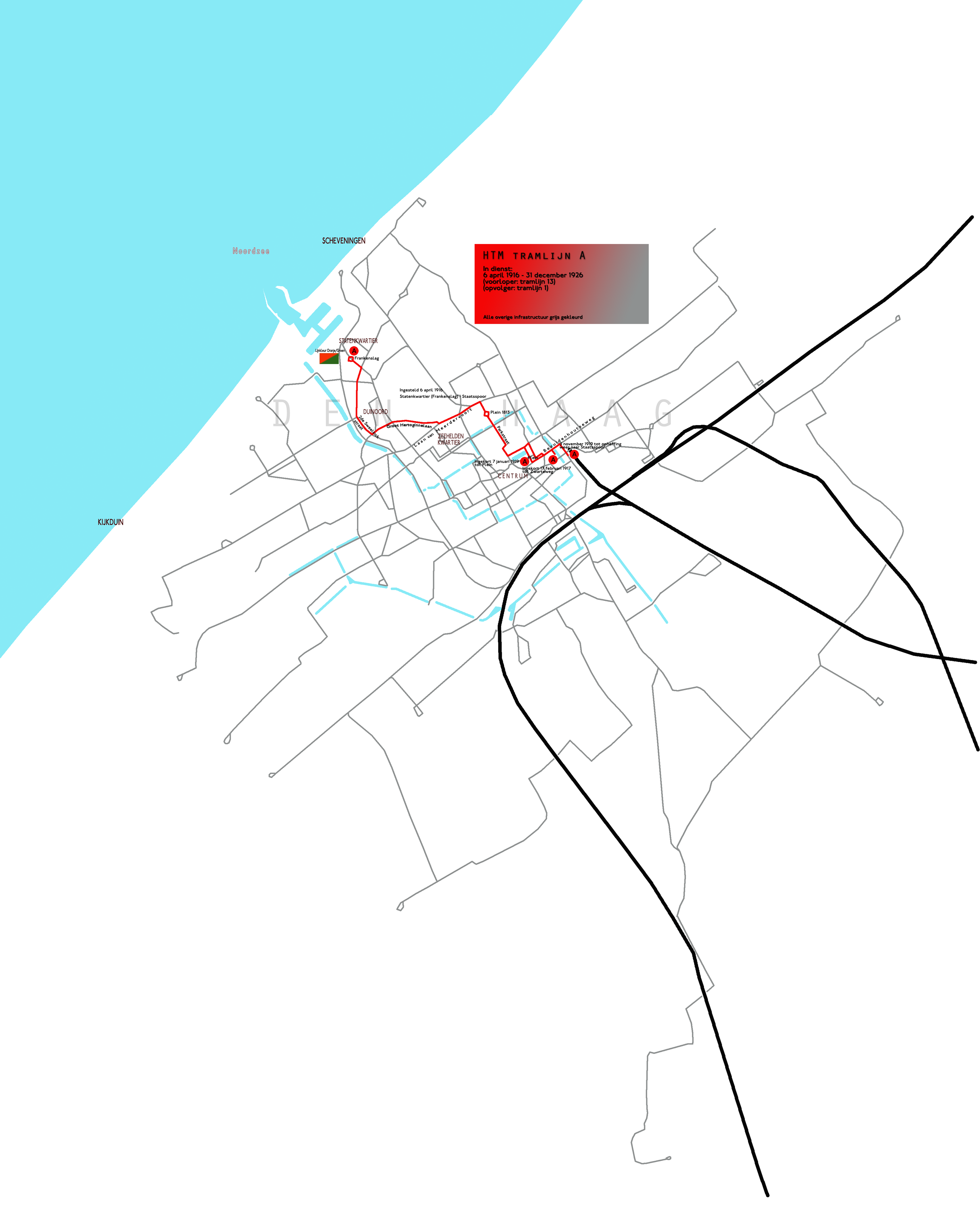
Kaart van de route van lijn A in het Haagse(niet helemaal correct)

- 6 april 1916: Lijn A wordt ingesteld op het traject Frankenslag – Staatsspoor. De route werd overgenomen van lijn 13 die op dezelfde dag werd opgeheven.
- 17 februari 1917: Het eindpunt Staatsspoor verlegd naar de Zwarteweg.
- 26 november 1918: Het eindpunt Zwarteweg weer verlegd naar het Staatsspoor.
- 7 januari 1919: Het eindpunt Staatsspoor verlegd naar het Plein.
- 3 november 1919: Het eindpunt Plein weer verlegd naar het Staatsspoor.
- 31 december 1926: Lijn A werd opgeheven. Het traject werd overgenomen door lijn 1.

## Trivia
Lijn A is in de geschiedenis van de Haagse tram de enige elektrische tramlijn geweest die uitsluitend met een letter werd aangeduid.
Deze had de lijnkleur oranje/groen diagonaal. Zie ook: Lijnkleurgebruik bij trambedrijven.
Op 15 oktober 1912 kreeg het Statenkwartier de door de bewoners gewenste tramverbinding naar het centrum en het Staatsspoor onder lijnnummer 13. Al snel stoorden de passagiers zich er aan dat lijn 13, volgens de toen geldende voorrangsregels, voorrang moest verlenen aan alle lager genummerde tramlijnen, te weten tramlijn 1, 2, 3, 4, 5, 6, 7, 8, 9, en 10, plus de HIJSM-stoomtram! De rit duurde de bewoners daardoor te lang, temeer sommige lijnen tweemaal lijn 13 tegenkwamen. Dus moest overal gewacht worden. In het ongunstigste geval was dat 18 keer! Daarna moest lijn 13 traag achter de andere lijnen aan sukkelen. Daarom vroegen zij de HTM om omnummering tot lijn 1. Dit nummer was echter al bezet voor de lijn naar een buurt waar de HTM hevige protesten verwachtte als deze omgenummerd zou worden: de lijn naar de Archipelbuurt, die ook bekend stond om haar kritische clientèle. Omnummeren naar een lager lijnnummer was geen optie, omdat de meeste lijnen ook "betere" wijken bedienden. Er werd zelfs overwogen er dan maar lijn 0 van te maken, tot woede van de inwoners van het Statenkwartier, die dat een belediging vonden! Na vier jaar werd besloten om per 6 april 1916 lijn A in te voeren met als toevoeging dat een lijnletter voorrang had op een nummer. Nu waren de rollen dus omgekeerd. Een elegante oplossing omdat lijn A lijn 1 slechts rond het Plein kon tegenkomen. Dit voorrangs-voorschrift bleef overigens nog van kracht tot in 1988!